# Get-Rich-Quick Wallingford
Get-Rich-Quick Wallingford è un personaggio immaginario, artista della truffa creato dallo scrittore George Randolph Chester per una serie di storie apparse sulla rivista Cosmopolitan nei primissimi anni del XX secolo.
Un libro dal titolo Get-Rich-Quick Wallingford: A Cheerful Account of the Rise and Fall of an American Business Buccaneer fu pubblicato nel 1907. J. Rufus Wallingford, soprannominato Get-Rich-Quick Wallingford, il protagonista dei racconti, fu anche protagonista delle seguenti produzioni:
- Get-Rich-Quick Wallingford, commedia teatrale presentata a  Broadway nel 1910 scritta da George M. Cohan.
- Get-Rich-Quick Wallingford, film muto statunitense del 1916 diretto da Fred Niblo interpretato da Fred Niblo.
- Get-Rich-Quick Wallingford, film statunitense del 1921 diretto da Frank Borzage interpretato da Sam Hardy.
- New Adventures of Get Rich Quick Wallingford, film statunitense del 1931 diretto da Sam Wood interpretato da William Haines.